# Chad Johnson
Chad Ochocinco Johnson, född Chad Javon Johnson den 9 januari 1978 i Miami i Florida, är en amerikansk före detta professionell amerikansk fotbollsspelare som spelade elva säsonger i National Football League (NFL) 2001–2011. Johnson var wide receiver.
Johnson togs ut till NFL:s all star-match Pro Bowl sex säsonger (2003–2007 och 2009).

## Karriär
Johnson spelade på college för Santa Monica College och Oregon State Beavers innan han draftades av NFL-klubben Cincinnati Bengals 2001. Han debuterade i NFL samma år och spelade för Bengals fram till och med 2010 års säsong. Därefter spelade han en säsong för New England Patriots. Han skrev på för Miami Dolphins inför 2012 års säsong, men fick sparken innan grundserien hade dragit igång eftersom han blev misstänkt för misshandel av sin dåvarande fru.
Nästan två år senare skrev Johnson på för Montreal Alouettes i Canadian Football League (CFL), där han spelade 2014. Han var avstängd hela säsongen 2015.
Han spelade 2017 en match för Fundidores de Monterrey i mexikanska Liga de Fútbol Americano Profesional (LFA).

## Privatliv
I augusti 2008 bytte Johnson juridiskt sitt efternamn från Johnson till Ochocinco. Det nya efternamnet betyder "åtta fem" på spanska, vilket var hans tröjnummer. 2012 bytte han efternamn tillbaka till Johnson, men behöll Ochocinco som mellannamn.